# José Luis García Martín
José Luis García Martín (Aldeanueva del Camino, Cáceres, 17 de junio de 1950) es poeta, crítico literario, profesor de la Universidad de Oviedo y director de Clarín. Revista de nueva literatura. 

## Biografía
Residió en Avilés desde niño hasta principios de los ochenta, cuando se trasladó a Oviedo, donde obtuvo el título de Doctor en Letras y la plaza de profesor universitario. Además de su dedicación a la poesía y a la crítica literaria hay que señalar su labor como animador literario en tertulias como la Oliver, en la cafetería Yuppi de Oviedo, y a través de publicaciones diversas, entre las que cabe destacar la revista Clarín, de la que es director. Asimismo, forma parte del jurado del Premio Príncipe de Asturias de las Letras.
Ha publicado más de medio centenar de obras entre libros de poesía, narrativa, teatro, traducciones y ediciones críticas. Sus libros de poemas fueron recopilados en el volumen Poesía reunida (1972-1990), más tarde en Material perecedero (Poesía 1972-1998) y, luego, en Mudanza (Poesía 1972-2003). Las versiones y recreaciones de diversos poetas que ha llevado a cabo han sido reunidas en La biblioteca de Alejandría (1990) y Jardines de bolsillo (2006). Entre sus libros de crítica literaria destaca La poesía figurativa. Crónica parcial de quince años de poesía española (1992).
Es autor de antologías y estudios sobre la poesía española contemporánea.
Su obra poética está relacionada con la corriente de la llamada poesía de la experiencia, a la que dedicó gran atención también como crítico.

## Obras

### Poesía
- Marineros perdidos en los puertos (1972)
- Autorretrato de desconocido (1979)
- El enigma de Eros (1982)
- Tinta y papel (1985)
- Treinta monedas (1989)
- Poesía reunida (1972-1990)
- El pasajero (1992)
- Principios y finales (1997)
- Material perecedero (1998)
- Al doblar la esquina (2001)
- Mudanza (Poesía 1972-2003) (2004)
- Poemas encontrados (2005)
- Légamo (2007)
- La aventura [Antología poética] (2011)
- Arena y nada. Poemas de vario tiempo y lugar (2011)
- Presente continuo (2015)
- Solo ida (2018)
- Aire en el aire (2020)
- Casual (2022)

### Autobiografía y viajes
- Aprendices de fantasma (1997)
- Media vida (2001)
- Café Arcadia (2003)
- Sueño, fantasmagoría (2005)
- Arco del paraíso (2006)
- Alrededores del paraíso (2008)
- Lecturas y lugares (2011)
- Inventario de lugares propicios para la felicidad (2016)
- Ciudades de autor (2017)
- Sherlock Holmes en Venecia y otras historias verdaderas (2018)

### Crítica literaria
- Poesía española (1982-1983) (1983)
- La segunda generación poética de posguerra (1986)
- Díptico pessoano (1990)
- La poesía figurativa (1992)
- "La poesía", en Jordi Gracia et alii, Los nuevos nombres: 1975-2000 (1992; 2ª ed. en 2003) (tomo 9 de la colección Historia y crítica de la literatura española, dirigida por Francisco Rico).
- Café con libros (1996)
- Cómo tratar y maltratar a los poetas (1996)
- Punto de mira (1997)
- Biblioteca circulante (2000)
- Fernando Pessoa, sociedad ilimitada (2002)
- Poetas del siglo XXI (2002)
- La gruta del tesoro (2006)
- Gabinete de lectura de JLGM (2007)
- Lecturas buenas o malas (2014)
- Sin contemplaciones (2017)
- El Lector Impertinente (2020)

### Diarios
- 1. Días de 1989 [1989], (Biblioteca de Oliver, 1989; Llibros del Pexe, 2ª ed. 1999)
- 2. Colección de días [1992], (Renacimiento, 1993)
- 3. Dicho y hecho [1992-1995], (Renacimiento, 1995)
- 4. Todo al día [1996-1997], (Llibros del Pexe, 1997)
- 5. Mentiras verdaderas [1998-1999], (Llibros del Pexe, 1999)
- 6. Fuego amigo [1999-2000], (Llibros del Pexe, 2000)
- 7. Dominio público [2000-2002], (Llibros del Pexe, 2002)
- 8. Leña al fuego [2003-2004], (Llibros del Pexe, 2004)
- 9. A decir verdad [2005-2006], (Llibros del Pexe, 2006)
- 10. La vida misma [2006-2007], (Universos, 2007)
- 11. Hotel Universo [2007-2008], (Trabe, 2009)
- 12. Para entregar en mano [2008-2009], (La isla de Siltolá, 2011)
- 13. Línea roja [2009-2010], (Impronta, 2013)
- 14. Al otro lado [2010-2011], (Renacimiento, 2014)
- 15. Razón de más [2011-2012], (Renacimiento, 2017)
- 16. Nada personal [2012-2013], (Renacimiento, 2020)
- 17. Nadie lo diría [2014-2015], (Ediciones Ulises, 2015; Renacimiento, 2ª ed. 2018)
- 18. El arte de quedarse solo [2015-2016], (Renacimiento, 2016)
- 19. Sin trampa ni cartón [2016-2017], (Renacimiento, 2018)
- 20. Hablando claro [2017-2018], (Renacimiento, 2019)
- 21. Sin propósito de enmienda [2019-2020] (Renacimiento, Sevilla, 2021)

### Antologías
- Las voces y los ecos (1980)
- La generación de los ochenta (1988)
- El amor en poesía (1989)
- Selección nacional. Última poesía española (1995; 2.ª ed. 1998)
- Treinta años de poesía española (1996)
- La generación del 99 (1999)
- Poetas del Novecientos (2001)
- Palabres clares. Un cuartu de sieglu de poesía asturiana (1980-2005) (2005)
- Jardines de bolsillo: tres mill años de poesía (2006)
- Por partida doble (2009)

### Narrativa
- Gente conocida (1991)
- Las noches de verano (2011)
- Las aventuras de Martín (2019)
- La amante del rey y otras historias verdaderas (2020)

### Teatro
- Pretérito perfecto y otras piezas breves (1996)

### Aforismos
- Todo lo que se prodiga cansa (2017)
- Indicios racionales (2022)

### Traducciones
- Fernando Pessoa. Estudio y antología (1983)
- Carmina Priapea (1984)
- Trasluz (1987)
- La tradición priápica. Antología de El Hermafrodita, en Cuadernos de traducción e interpretación (1988)
- Eugénio de Andrade, Poemas (1988)
- Eugénio de Andrade, El deseo (1989)
- La biblioteca de Alejandría (1990)
- Jorge de Sena, Antología (2003). En colaboración.
- Jardines de bolsillo. Tres mil años de poesía (2006)
- Fernando Pessoa, El misterio del mundo. Antología (2009)
- Fernando Pessoa, Aforismos (2012)
- Guarani purahéi / Cantos guaraníes (2012). En colaboración con Cristian David López
- Fernando Pessoa, Plural esencial. Antología (2016).

### Literatura infantil
- La trama de Argel (1986).

### Ediciones
- Fernando Pessoa, Teoría poética (1985)
- María Victoria Atencia, Antología poética (1990)
- VV. AA., Poesía inglesa del siglo veinte (1993)
- Víctor Botas, Las rosas de Babilonia (1994)
- Ramón de Campoamor, Poética (1995)
- Juan Valera, Cartas a Estébanez Calderón (1996)
- Dolores Medio, Celda común (1996)
- Víctor Botas, El humo del Vesubio (1997)
- Enrique Gómez Carrillo, La miseria de Madrid (1998)
- Víctor Botas, Poesía completa (1999)
- Enrique Gómez Carrillo, En plena bohemia (1999)
- Antonio Palomero, Mi bastón y otras cosas por el estilo (2001)
- Urbano González Serrano, La literatura del día (2001)
- VV. AA., Líneas urbanas (2002)
- Ángel González, La poesía y sus circunstancias (2005)
- Emilio Alarcos Llorach, En todas las ocasiones. Celebración y elegía (2006)
- Emilio Alarcos Llorach, Mester de poesía (1949-1993) (2006)
- José Havel, Víctor Botas, con el lenguaje de la melancolía (2006)
- Emilio Alarcos Llorach, Notas inéditas al Cancionero inédito de A. S. Navarro (2012)
- Víctor Botas, Poesía completa (2012)
- Fernando Pessoa, Plural esencial (2015)
- Manuel D. Benavides. El último pirata del Mediterráneo (2017)
- Hilario Barrero, Educación nocturna (2017)
- Ramón de Campoamor, Humor, amor y filosofía. Antología poética (2017)
- Benito Pérez Galdós, De vuelta de Italia (2017)
- Enrique Gómez Carrillo, La miseria de Madrid (2019)